# سفارة رومانيا في اليابان
سفارة رومانيا في اليابان هي أرفع تمثيل دبلوماسي لدولة رومانيا لدى اليابان. تقع السفارة في وهي تهدف لتعزيز المصالح الرومانية في اليابان.

## وصلات خارجية
- قائمة سفارات رومانيا
- قائمة السفارات في اليابان